# ژنگ جیه
 ژانگ جی (郑洁؛ زادهٔ ۵ ژوئیهٔ ۱۹۸۳) یک تنیس‌باز اهل جمهوری خلق چین است.